# Карл-Франц Гайне
Карл-Франц Гайне (нім. Karl-Franz Heine; 30 жовтня 1915, Кіль — 18 серпня 1943, Атлантичний океан) — німецький офіцер-підводник, капітан-лейтенант крігсмаріне.

## Біографія
8 квітня 1934 року вступив на флот. З 7 липня 1942 року — командир підводного човна U-303, на якому здійснив 2 походи (разом 83 дні в морі). 23 лютого 1943 року потопив американський торговий пароплав Expositor водотоннажністю 4959 тонн, навантажений баластом (вода і шлак); 7 з 60 членів екіпажу пароплава загинули. 21 травня 1943 року U-303 був потоплений в Середземному морі південніше Тулона (42°50′ пн. ш. 06°00′ сх. д.) торпедою підводного човна британських ВМС «Сікл». 20 членів екіпажу загинули, 28 (включаючи Гайне) були врятовані. З 16 червня 1943 року — командир U-403. 13 липня вийшов у свій останній похід. 18 серпня 1943 року U-403 був потоплений в Північній Атлантиці південніше Дакара (13°46′ пн. ш. 17°36′ зх. д.) глибинними бомбами французького бомбардувальника «Веллінгтон». Всі 49 членів екіпажу загинули.

## Звання
- Кандидат в офіцери (8 квітня 1934)
- Морський кадет (26 вересня 1934)
- Фенріх-цур-зее (1 липня 1935)
- Оберфенріх-цур-зее (1 січня 1937)
- Лейтенант-цур-зее (1 квітня 1937)
- Оберлейтенант-цур-зее (1 квітня 1939)
- Капітан-лейтенант (1 березня 1942)

## Нагороди
- Медаль «За вислугу років у Вермахті» 4-го класу (4 роки)